# Marc Lüders
Marc Lüders (født 1963 i Hamborg) er en tysk billedkunstner.

## Biografi
I 1986 blev han uddannet fra Fachhochschule für Gestaltung i Hamborg og 1994 i antropologi og filosofi i Mainz. I 2002 fik han arbejdslegat af Deutschen Akademie Rom, Villa Massimo, Casa Baldi i Olevano Romano. Siden 2005 underviser han i maleri på Hochschule für Angewandte Wissenschaften og er siden 2009 medlem af Freie Akademie der Künste i Hamborg.

## Udstillinger (udvalg)
Han har bl.a. udstillet på Hamburger Kunsthalle (2001, 2011), Kunsthalle Bern (2001), Museum of Contemporary Photography Chicago (2005), Wilhelm-Hack-Museum Ludwigshafen (2005), Dortmunder Kunstverein (2006), Kunsthalle Villa Kobe – Halle an der Saale (2003), DZ Bank Kunstsammlung Frankfurt (2013), The Brno House of Art Brünn (2007), Kunstmuseum Bochum (2014), Märkisches Museum Witten (2017), Levy Galerie Hamborg (2003, 2008, 2015), pablo's birthday gallery New York (2007, 2008, 2012), alexanderlevy Galerie Berlin (2010, 2013, 2016), Galerie Mathias Güntner Hamborg (2013)

## Samlinger
- Museum of Contemporary Photography, Chicago
- Nord/LB Hannover
- DZ Bank Kunstsammlung, Frankfurt am Main
- The New York Public Library

## Udgivelser
- Marc Lüders SYSTEM PLURAL. Tekst af Wolf Jahn. Udgiver: Thomas Levy. Forlag: Kerber Verlag Bielefeld. 2015, ISBN 978-3-7356-0129-2.
- Let's talk about. Galerie Mathias Güntner. LÜDERS. Tekst af Dagrun Hintze. Udgiver: Galerie Mathias Güntner. Hamborg 2013
- Marc Lüders. Photopicturen. Tekst af Ute Bopp-Schumacher. Forlag: Wunderhorn Verlag 2011, ISBN 978-3884233665.
- Marc Lüders. Erfindung der Realität. Tekster af Stefan Berg og Luminata Sabau. Forlag: Hatje Cantz, Stuttgart 2010, ISBN 978-3-7757-2515-6.
- East Side Gallery. Tekster af Jane Ursula Harris og Ludwig Seyfarth. Forlag: Kerber Verlag, Bielefeld 2009, ISBN 978-3-86678-159-7.
- Figuren im falschen Film – Die Bilder des Hamburger Künstlers Marc Lüders. In: ART – Das Kunstmagazin, December 2006, s. 62–68. ISSN 0173-2781.
- Marc Lüders. Kerber Verlag, Bielefeld 2004. ISBN 3-936646-75-9.
- Thomas Levy (Udgiver): Marc Lüders – Photopicturen. Forlag: Kerber Verlag, Bielefeld 2003. ISBN 3-936646-32-5.
- Marc Lüders – Standpunkte. Hamburger Kunsthalle, Hamborg 2001, ISBN 3-922909-56-6.